# Acontiolaimus uniformis
Acontiolaimus uniformis är en rundmaskart som först beskrevs av Nathan Augustus Cobb 1920.  Acontiolaimus uniformis ingår i släktet Acontiolaimus och familjen Leptolaimidae. Inga underarter finns listade i Catalogue of Life.